# 978 в Україні
978 в Україні — це перелік головних подій, що відбулись у 978 році на території сучасних українських земель. Також подано список відомих осіб, що народилися та померли в 978 році.

## Події
- Цього року, або 980, можливо, почалося князювання в Києві Володимира Святославича. Володимир захопив Київ із зібраною в Скандинавії варязькою дружиною.
  - 11 червня — за наказом новгородського князя Володимира, що з військами прийшов на Київську землю, підступно убитий його старший брат Ярополк, викликаний на переговори. Це завершило рік міжусобної війни за великокняжий престол, який на майже сорок років зайняв молодший син Святослава Хороброго.
- Спроба уніфікації поганських вірувань на Русі, утворення нового поганського пантеону[1].

## Особи

### Народились

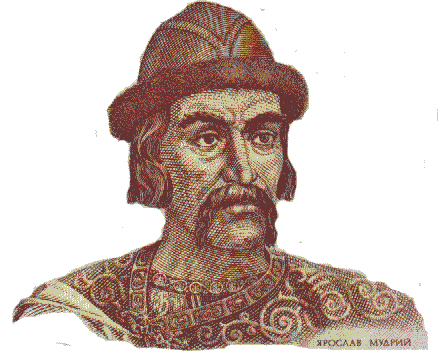
Портрет Ярослава Мудрого на двогривневій банкноті зразка 1992 р.

- Ярослав Мудрий — Великий князь Київський, державний та політичний діяч Русі-України (пом. 1054)[2];

### Померли
- 11 червня — Ярополк Святославич, Великий князь Київський (972—978 рр.); старший син Святослава Ігоровича (Хороброго). (нар. 955).